# العلاقات الجامايكية الفيجية
العلاقات الجامايكية الفيجية هي العلاقات الثنائية التي تجمع بين جامايكا وفيجي.

## مقارنة بين البلدين
هذه مقارنة عامة ومرجعية للدولتين:
| وجه المقارنة                                              | جامايكا       | فيجي                                                                 |
| --------------------------------------------------------- | ------------- | -------------------------------------------------------------------- |
| المساحة (كم2)                                             | 10.99 ألف     | 18.27 ألف                                                            |
| عدد السكان (نسمة)                                         | 2.95 مليون    | 915.30 ألف                                                           |
| الكثافة السكانية (ن./كم²)                                 | 268.43        | 50.1                                                                 |
| العاصمة                                                   | كينغستون      | سوفا                                                                 |
| اللغة الرسمية                                             | لغة إنجليزية  | لغة إنجليزية، اللغة الفيجية، اللغة الفيجي الهندية، اللغة الهندستانية |
| العملة                                                    | دولار جامايكي | دولار فيجي                                                           |
| الناتج المحلي الإجمالي (بليون دولار)                      | 14.77 مليار   | 5.06 مليار                                                           |
| الناتج المحلي الإجمالي (تعادل القوة الشرائية) بليون دولار | 24.79 مليار   | 8.32 مليار                                                           |
| الناتج المحلي الإجمالي الاسمي للفرد دولار أمريكي          | 5.23 ألف      | 4.96 ألف                                                             |
| الناتج المحلي الإجمالي للفرد دولار أمريكي                 | 8.88 ألف      | 8.79 ألف                                                             |
| مؤشر التنمية البشرية                                      | 0.719         | 0.727                                                                |
| رمز المكالمات الدولي                                      | +1876         | +679                                                                 |
| رمز الإنترنت                                              | .jm           | .fj                                                                  |
| المنطقة الزمنية                                           | 00            | ت ع م+12:00                                                          |

## منظمات دولية مشتركة
يشترك البلدان في عضوية مجموعة من المنظمات الدولية، منها:
| علم المنظمة | اسم المنظمة                                 | تاريخ انضمام جامايكا | تاريخ انضمام فيجي |
| ----------- | ------------------------------------------- | -------------------- | ----------------- |
|             | تحالف الدول الجزرية الصغيرة                 | ?                    | ?                 |
|             | المنظمة الهيدروغرافية الدولية               | ?                    | ?                 |
|             | الاتحاد البريدي العالمي                     | ?                    | ?                 |
|             | يونسكو                                      | 7 نوفمبر 1962        | 14 يوليو 1983     |
|             | البنك الدولي للإنشاء والتعمير               | 21 فبراير 1963       | 28 مايو 1971      |
|             | منظمة التجارة العالمية                      | ?                    | ?                 |
|             | وكالة ضمان الاستثمار متعدد الأطراف          | 12 أبريل 1988        | 24 سبتمبر 1990    |
|             | الاتحاد الدولي للاتصالات                    | 18 فبراير 1963       | 5 مايو 1971       |
|             | منظمة الشرطة الجنائية الدولية               | ?                    | ?                 |
|             | مؤسسة التمويل الدولية                       | 31 مارس 1964         | 12 يوليو 1979     |
|             | الأمم المتحدة                               | 18 سبتمبر 1962       | 13 أكتوبر 1970    |
|             | مجموعة دول أفريقيا والكاريبي والمحيط الهادئ | ?                    | ?                 |
|             | منظمة حظر الأسلحة الكيميائية                | ?                    | ?                 |
|             | المركز الدولي لتسوية المنازعات الاستشارية   | 14 أكتوبر 1966       | 10 سبتمبر 1977    |

## وصلات خارجية
- موقع وزارة الخارجية الجامايكية
- موقع وزارة الخارجية الفيجية